# محمد إيناس
محمد عبد الله إيناس لاعب كرة قدم قطري من أصل سنغالي ، ولد في (23 مارس 1982) ، يلعب لصالح نادي الوكرة في دوري نجوم قطر.
كانت بداياته مع الوكرة و انتقل بعدها لأندية السيلية و أم صلال و عاد إلى الوكرة في عام 2015 .

## روابط خارجية
- محمد إنياس على موقع Soccerway.com (الإنجليزية)